# L'habit fait le moine (film, 1958)
Pour les articles homonymes, voir L'habit fait le moine (homonymie).
Pour plus de détails, voir Fiche technique et Distribution.
L'habit fait le moine (Law and Disorder) est un film britannique réalisé par Charles Crichton, sorti en 1958.

## Fiche technique
- Titre original : Law and Disorder
- Titre français : L'habit fait le moine
- Réalisation : Charles Crichton
- Scénario : T. E. B. Clarke, Patrick Campbell et Vivienne Knight d'après le roman Smugglers' Circuit de Denys Roberts (en)
- Photographie : Edward Scaife
- Montage : Oswald Hafenrichter
- Musique : Humphrey Searle
- Pays de production: Royaume-Uni
- Format : Noir et blanc
- Genre : comédie
- Date de sortie : 1958

## Distribution
- Michael Redgrave : Percy Brand
- Robert Morley : Juge Sir Edward Crichton
- Ronald Squire : Colonel Masters
- Elizabeth Sellars : Gina Lasalle
- Joan Hickson : Tante Florence
- Lionel Jeffries : Major Proudfoot
- Jeremy Burnham (en) : Colin Brand
- Brenda Bruce : Mary Cooper
- Harold Goodwin : Blacky
- George Coulouris : 'Bennie' Bensuson
- Meredith Edwards (en) : Sergent Bolton
- Reginald Beckwith : Vickery
- David Hutcheson (en) : Freddie Cooper
- Mary Kerridge (en) : Lady Crichton
- Michael Trubshawe : Ivan
- John Le Mesurier : Sir Humphrey Pomfret
- Irene Handl : femme dans le train
- Allan Cuthbertson : inspecteur de police
- Alfred Burke : Willis Pugh